# Грозовые ворота
«Грозовы́е воро́та» — российский многосерийный фильм 2006 года, снятый по мотивам романа Александра Тамоникова «Рота уходит в небо» (после премьеры фильма несколько раз переиздавался под названием «Грозовые ворота»). По словам автора, все совпадения сюжета с ходом реального боя на высоте 776 в 2000 году — случайны, так как бой произошёл уже после того, как большая часть романа была написана.
В 2007 году номинировался на Государственную премию Российской Федерации.

## Сюжет
Рота старшего лейтенанта Александра Доронина, в которой служат молодые солдаты — «мажор» Константин Ветров и деревенский парень Николай Горшков — командирована в Чечню вместе с другими добровольцами. Командир полка полковник Галкин поручает Доронину оборону перевала «Грозовые ворота» на Кавказе. К роте Доронина прикомандировывают группу спецназа ГРУ под командованием майора Егорова, у которого несколько лет назад от рук чеченских террористов погибли жена и сын во время теракта в больнице.
Вскоре по прибытии на перевал Егоров знакомит Доронина со своим доверенным лицом Шахом, бывшим чеченским боевиком, перешедшим на сторону русских, семья которого погибла от рук мстившего ему чеченского боевика Хабиба и его банды. У Шаха имеется достоверная информация, что к перевалу стягиваются крупные силы боевиков. Они готовятся нанести роте сокрушительный удар.
Во время вылазки спецназа ГРУ в качестве "языка" берут в плен Хабиба — одного из лидера чеченских боевиков, но его убивают свои же. Следом в «зелёнке» появляется чеченский снайпер. Снайпера долго не могли найти, поэтому пришлось использовать тактику ловли на живца. По итогу снайпер был уничтожен.
О перемещениях российских вертолётов боевикам сообщает шпион, несущий службу на аэродроме. Его арестовывает контрразведчик.
В ожесточённом бою погибает практически вся рота, в живых остались лишь 23 бойца, их спасает подоспевший десант. Боевиков уничтожают артиллерийским огнём, вызванным командиром «на себя».
Выжившие получают ордена Мужества, Горшков получает звание Героя России. Все понимают, какая этим наградам цена.

## В ролях
- Михаил Пореченков — Валерий Егоров, майор, командир разведгруппы спецназа ГРУ, ранее капитан ВДВ
- Вячеслав Разбегаев — Мурад «Шах», бывший генерал ЧРИ, друг Егорова
- Анатолий Пашинин — Александр Владимирович Доронин, старший лейтенант, командир 5 роты 74 отдельного мотострелкового полка Сухопутных войск (озвучивает Сергей Маховиков)
- Андрей Краско — полковник Павел Павлович Галкин
- Иван Жидков — рядовой Константин Ветров, стрелок
- Евгений Потапенко — рядовой Николай Горшков, пулемётчик
- Михаил Ефремов — капитан Георгий Ланевский, командир взвода БМД
- Даниил Страхов — старший лейтенант Панкратов, комвзвода
- Елизавета Боярская — Саша
- Марина Могилевская — Нина, мать Кости
- Юрий Цурило — Михаил, отчим Кости
- Виктория Толстоганова — Валя, жена майора Егорова
- Анастасия Цветаева — Катя
- Борис Щербаков — генерал, позывной «Терек»
- Екатерина Климова — Алина Доронина
- Анна Дюкова — Люда (озвучивает Ольга Зверева)
- Екатерина Крупенина — жена Шаха
- Магомет Казиахмедов — Руслан
- Марина Яковлева — Рая
- Александр Лойе — сержант Гольдин
- Максим Зыков — рядовой Смагин
- Никита Емшанов — рядовой Коркин
- Илья Бледный — лейтенант Лузгин
- Денис Яковлев — лейтенант Бобров
- Андрей Зибров — подполковник Андрей Юрьевич Гаврилов, начальник штаба
- Анатолий Гущин — старший лейтенант Кокора
- Раиса Рязанова — Валентина, хозяйка квартиры
- Владимир Епископосян — араб Хабиб
- Карен Бадалов — боевик в маске «Деда Мороза»
- Сахат Дурсунов — старший прапорщик Акиф Мамедов
- Александр Фисенко — сержант Голиков, боец разведгруппы ГРУ
- Алексей Шевченков — Петраков, боец разведгруппы ГРУ
- Никита Зверев — Шмелёв, боец разведгруппы ГРУ
- Вячеслав Титов — Кириенко, боец разведгруппы ГРУ
- Марат Гацалов — спецназовец ГРУ, позывной «Орёл»
- Виталий Гогунский — 2-й спецназовец ГРУ, позывной «Орёл»
- Фёдор Смирнов — спецназовец ГРУ
- Андрей Барило — спецназовец ГРУ
- Алексей Алексеев — спецназовец ГРУ
- Вячеслав Шихалеев — рядовой
- Валерий Иваков — снайпер ГРУ
- Владимир Богданов — полковник Смирнов
- Евгений Кушпель — полковник ВДВ, командир части (в титрах не указан)
- Владимир Турчинский — контрразведчик (озвучивает Дальвин Щербаков; в титрах не указан)
- Саид Дашук-Нигматулин — прапорщик
- Игорь Ливанов — отец Кости Ветрова (в титрах не указан)
- Дмитрий Медведев — гвардии майор Холичек, командир парашютно-десантного батальона
- Наталья Фенкина — медсестра
- Алексей Солончев — связист
- Сергей Фролов — розовощёкий дядька

## Список вооружения и военной техники, использованной при съёмках фильма
| Артиллерия - ЗУ-23-2 — спаренная зенитная установка калибра 23 мм - Д-30 — 122-мм гаубица Авиация - Ми-24 — транспортно-боевой вертолёт - Ил-76 — Военно-транспортный самолёт Ил-76 Боевая техника - БМД-1 - БМД-2 Военные автомобили - Урал-4320х0 - УАЗ-3151 - ГАЗ-66 Инженерные средства - ЗРП-2 «Тропа» | Стрелковое оружие - ПМ - АКМ - АКМС (в том числе, вместе с ПБС) - АК-74, АКС-74 (в том числе, вместе с ГП-25) - АК-74М - Пулемёт Калашникова - СВД - Муха - Миномёт М224 - Стрела-2 - Граната РГД-5 - Печенег (пулемёт) - ВСС «Винторез» - АГС-17 |

## Съёмочная группа
- Режиссёр — Андрей Малюков
- Сценарист — Анатолий Усов, при участии Александра Буравского
- Оператор — Владимир Спорышков
- Композитор — Иван Бурляев
- Художники — Владимир Душин, Александр Жирнов
- Продюсеры — Константин Эрнст, Анатолий Максимов
- Постановщик трюков — Валерий Деркач

## Награды
- 2006 — международный кинофестиваль славянских и православных народов «Золотой Витязь»
  - Гран-при (Андрей Малюков)
  - приз «Золотой Витязь» за музыку к фильму (Иван Бурляев)
- 2006 — Медаль Министерства обороны «За укрепление боевого содружества» (Даниил Страхов)

## Съёмки
Съёмки сцен на Кавказе фильма «Грозовые ворота» проходили на границе Абинского района и города-курорта Геленджик Краснодарского края. Съёмочная группа работала на юго-восточных склонах горы Абин хребта Коцехур в районе долины реки Жане, в Адербиевке, Прасковеевке, посёлках Светлом и Тёмная Щель, где оставила декорацию-замок. В настоящее время данное место стало достопримечательностью, которую посещают туристы.
Остальные сцены снимались в Пскове и на базе отдыха «Кривск» ГУ ЦБ по Псковской области в посёлке Кривск, Псковская область. В массовых сценах принимали участие жители Пскова.

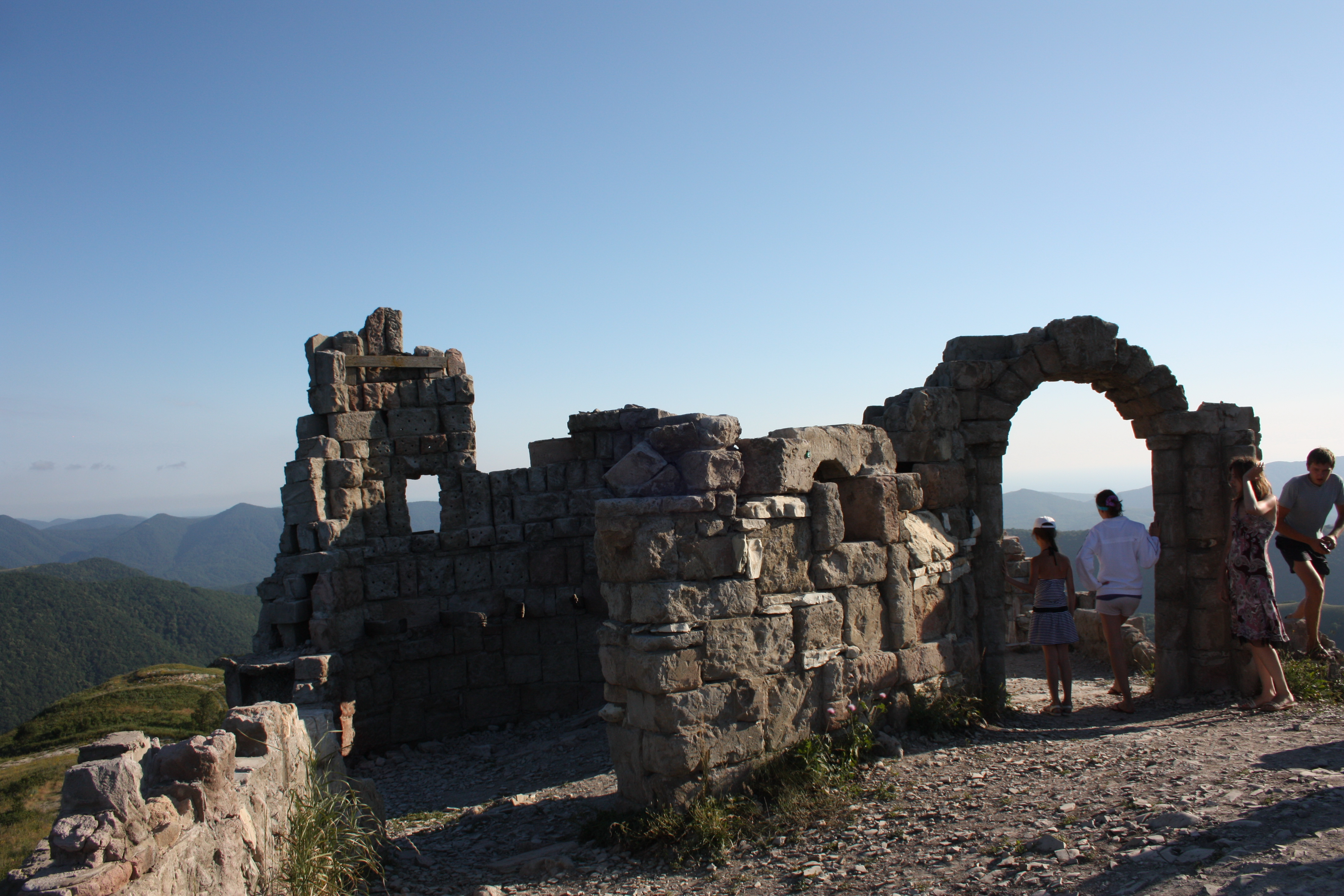
Место съёмок сериала «Грозовые ворота»
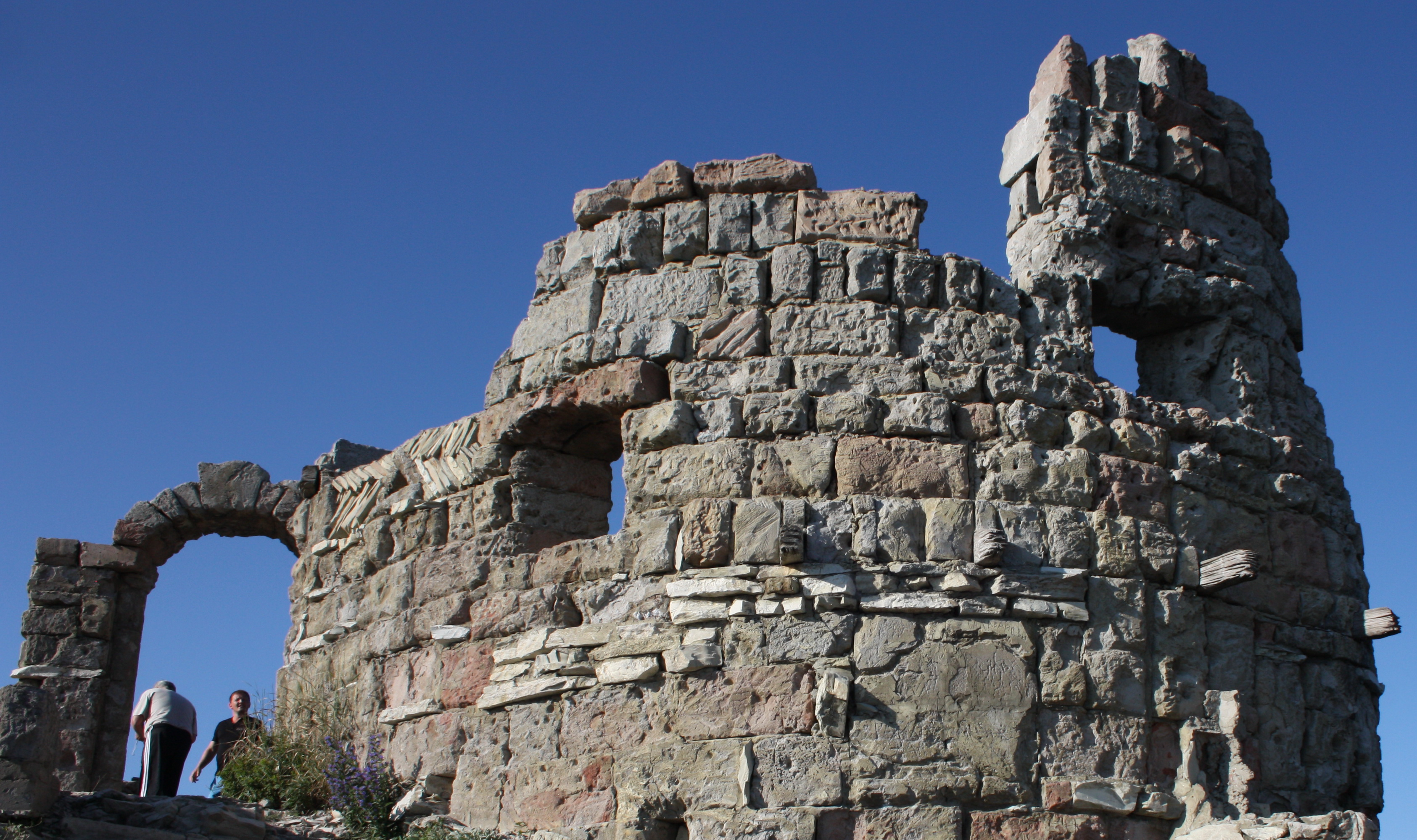
Декорации крепости «Грозовые ворота» стали досто-примечательностью Геленджикского района

## Факты
- Рабочее название сериала было «6 рота». Но так как в это же время шли съёмки фильма «9 рота» Фёдора Бондарчука, название фильма пришлось сменить[3].
- Практически одновременно вышел фильм «Прорыв» по аналогичному сюжету.